# Rosenau
Rosenau es una localidad y comuna francesa, situada en el departamento de Alto Rin, en la región de Alsacia.

## Demografía
| 12 | 51 | 78 | 130 | 224 | 218 | 246 | 273 | 310 | 303 | 330 | 338 | 340 | 404 | 369 | 371 | 428 | 453 | 461 | 496 | 474 | 536 | 1 440 | 614 | 598 | 590 | 611 | 665 | 1 031 | 1 591 | 1 501 | 1 840 | 1 988 |
| Para los censos de 1962 a 1999 la población legal corresponde a la población sin duplicidades (Fuente: INSEE [Consultar]) |    |    |     |     |     |     |     |     |     |     |     |     |     |     |     |     |     |     |     |     |     |       |     |     |     |     |     |       |       |       |       |       |